# Stade Pod Bijelim Brijegom
 (mars 2024).
Si vous disposez d'ouvrages ou d'articles de référence ou si vous connaissez des sites web de qualité traitant du thème abordé ici, merci de compléter l'article en donnant les références utiles à sa vérifiabilité et en les liant à la section « Notes et références ».
 
Stade Pod Bijelim Brijegom, également connu sous le nom de stade HŠK Zrinjski, est un stade de football situé dans la ville de Mostar, en Bosnie-Herzégovine. Le stade abrite actuellement le HŠK Zrinjski Mostar. Il a aujourd'hui une capacité de 9 000 places.

## Emplacement
Le stade est situé au centre-ville, dans le quartier de Bijeli Brijeg, sur la rive ouest de la rivière Neretva.

## Histoire
Le stade a été construit en 1958 avec les subventions publiques et les travaux de construction bénévoles de tous les habitants de Mostar, en particulier les étudiants et il a servi de terrain d'attache à Velež Mostar à l'époque de la République fédérative socialiste de Yougoslavie. Pendant la guerre de Bosnie, entre 1992 et 1995, lors des hostilités croato-bosniaques, la ville de Mostar a été effectivement scindée en deux parties, occidentale (croate) et orientale (bosniaque), réparties autour de la rivière Neretva . Le stade a subi de lourds dommages pendant la guerre, tandis que des idéologies et des intérêts contradictoires ont été transmis de l'époque de la guerre à l'après-guerre, comme en témoignent les divisions politiques continues et constantes dans la ville de Mostar, entre autres, dans les questions de litiges territoriaux et de propriété. Une telle ambiance politique s'est manifestée dans l'expulsion forcée du FK Velež Mostar de son domicile traditionnel du stade Pod Bijelim Brijegom, et les conflits politiques et publics qui ont suivi l'usurpation du stade par un autre club, émergeant dans la ville au début de la guerre en 1992, à savoir HŠK Zrinjski Mostar. À partir de ce moment, le stade sert uniquement de terrain d'attache à Zrinjski Mostar.
Le FK Velež Mostar a utilisé le stade Pod Bijelim Brijegom depuis sa construction jusqu'en 1992, à travers les jours de gloire du club, lorsqu'il est sorti triomphant de ses campagnes lors des Coupe de Yougoslavie de 1981 et 1986, et avant cela, lorsque le club a également atteint les quarts de finale de la Coupe UEFA 1974-1975. Les gens autour du club de Velež Mostar, les supporters, ainsi que les aficionados de ce club culte autour de l'ex-Yougoslavie, des personnalités publiques, y compris un certain nombre d'intellectuels croates, plaident en permanence pour le retour de Velež dans son stade d'origine, cependant, jusqu'à présent, ces appels ne sont pas pris en compte par l'administration de la ville, qui invoque souvent des problèmes politiques et de sécurité pour continuer à bloquer le retour de Velež. Le club joue actuellement au stade Rođeni qui a été construit en 1995.

## Importance
Bijeli Brijeg est le quatrième plus grand stade de Bosnie-Herzégovine, après le stade Koševo de Sarajevo. L'administration du club HŠK Zrinjski a changé le nom du stade en Stadion HŠK Zrinjski et l'a enregistré auprès de la Fédération de football de Bosnie-Herzégovine pour les matchs du club.

## Galerie

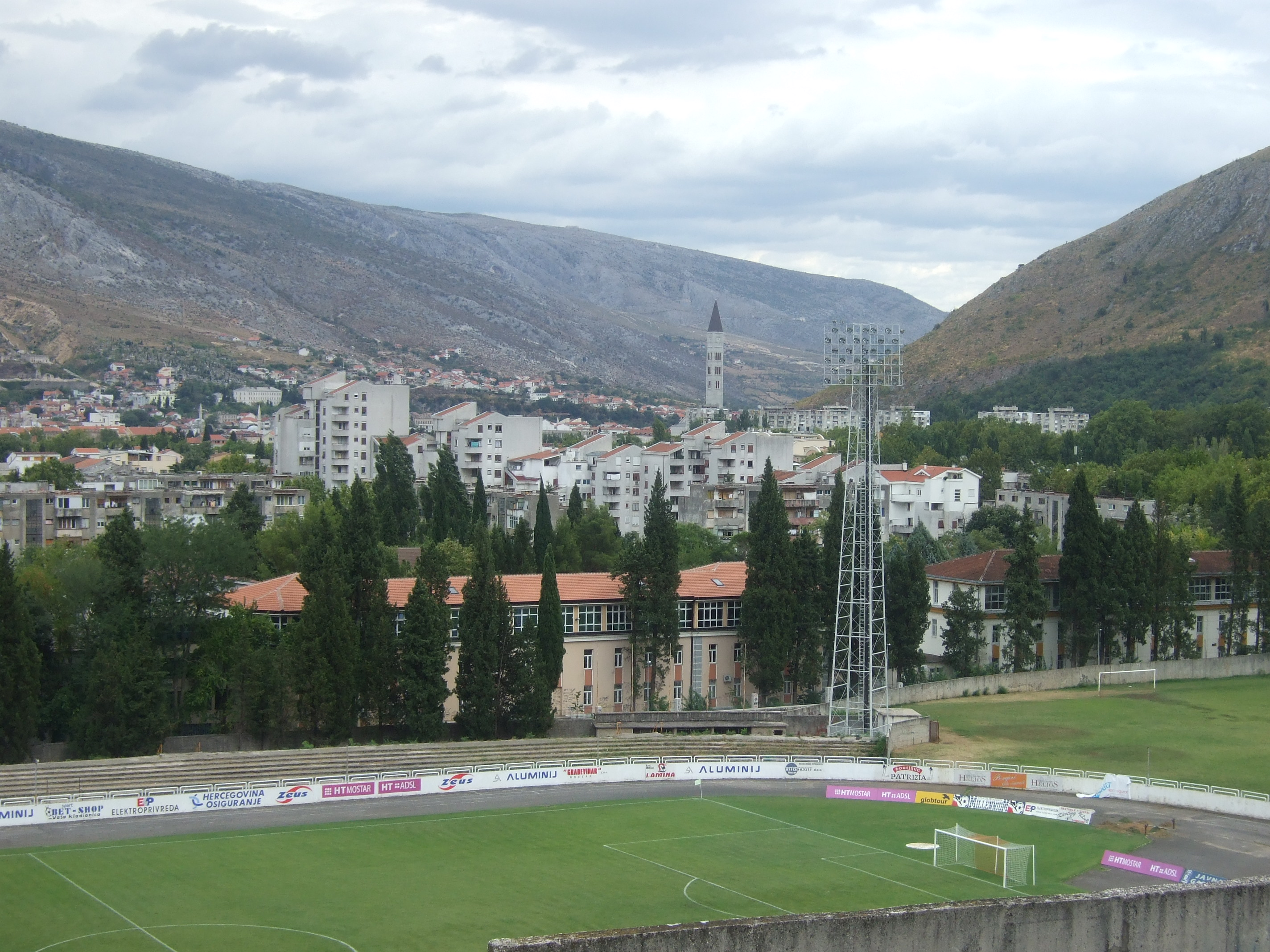
Vue sur le terrain et le quartier croate
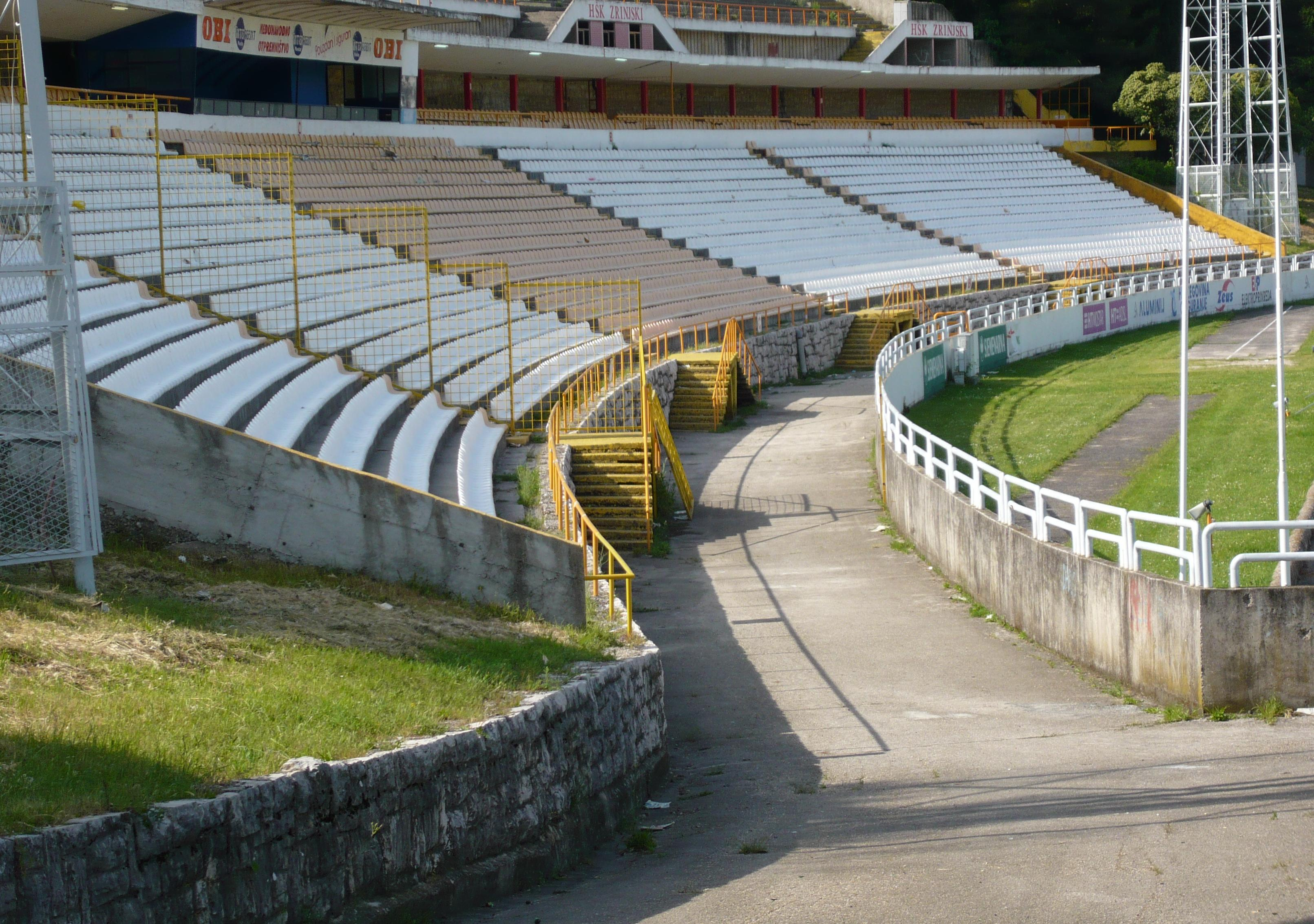
Tribunes inférieures ouest du stade
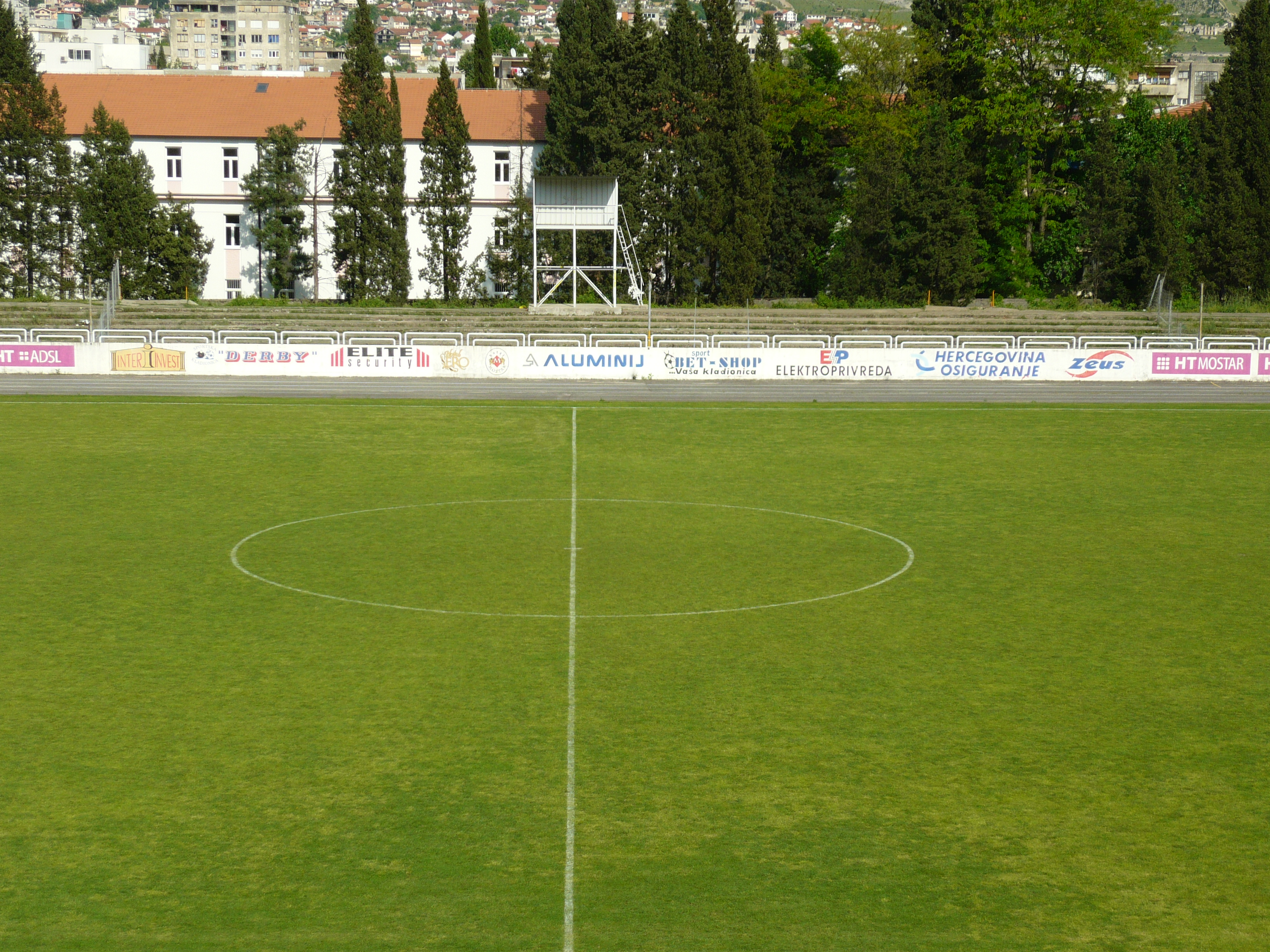
Emplacement et tribunes orientales (également connu sous le nom de Standing - croate : Stajanje)
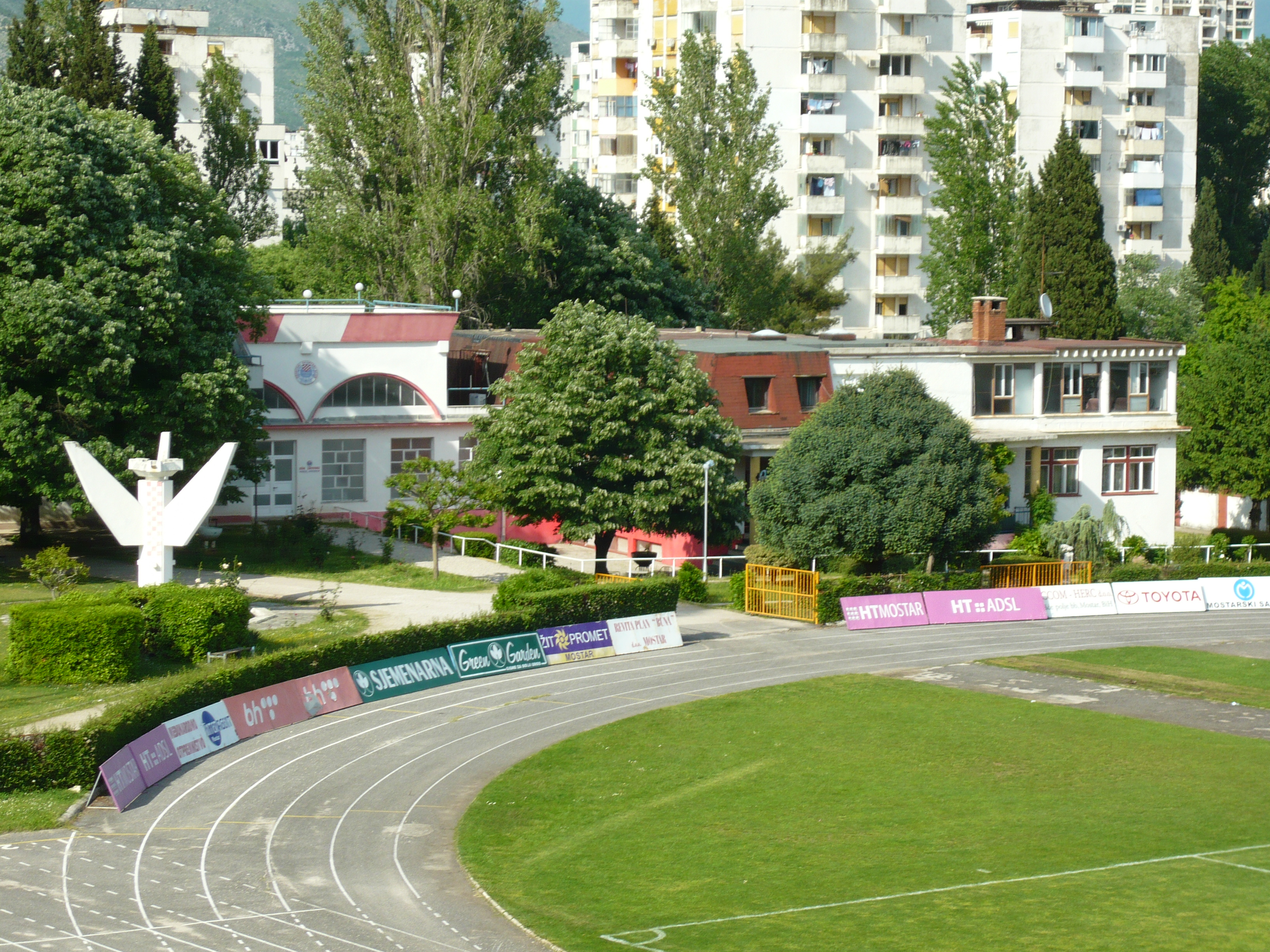
Bâtiment du conseil d'administration HŠK Zrinjski Mostar